# 土岐頼栄
土岐 頼栄 (ときよりひで) は、美濃守護土岐頼芸の嫡男。幼名は太郎法師。

## 生涯
斎藤利政（道三）の野心を見抜き父に讒言するも斎藤利政の反撃に合い、傅役の村山越後守芸重とともに鵜飼山城に籠る。織田信秀らの攻撃により両陣営は和議を結ぶも、頼栄は廃嫡された。この戦いののち、斎藤利政は出家し道三と称した。廃嫡された後、村山越後守芸重の養子となり、村山頼家とも村山頼栄と称したとされる。一方、『寛政重修諸家譜』では武功を上げたことで道三に許されて武儀郡吉田に住み一色姓を称したという。
長良川の戦いでは、斎藤義龍の旗下で村山越後守芸重ともに出陣し武功を挙げた。